# Lekanesphaera rugicauda
Lekanesphaera rugicauda es una especie de crustáceo isópodo de aguas salobres de la familia Sphaeromatidae.

## Distribución geográfica
Se distribuye por el Atlántico nororiental.